# Samuel Rothschild
Sammy Rothschild (né le 16 octobre 1899 à Sudbury, Ontario, au Canada - mort le 15 avril 1987) est un joueur professionnel canadien de hockey sur glace.

## Carrière de joueur
Avant d'atteindre la Ligue nationale de hockey, il joua plusieurs saisons dans les ligues mineures du Québec et de l'Ontario. Il se joint aux Maroons de Montréal pour la saison 1924-1925. La saison suivante, il aida l'équipe montréalaise à remporter la Coupe Stanley face aux Cougars de Victoria.
Il joua une autre saison à Montréal avant de signer avec les Pirates de Pittsburgh. Il débuta sonc la saison à Pittsburgh mais fut suspendu en décembre pour avoir enfreint une règle du club. Il fut libéré et signa un contrat avec les Americans de New York pour y terminer la saison. Il se retira au terme de cette saison.

## Statistiques
| Saison     | Équipe                    | Ligue      |     | Saison régulière | Saison régulière | Saison régulière | Saison régulière | Saison régulière |   | Séries éliminatoires | Séries éliminatoires | Séries éliminatoires | Séries éliminatoires | Séries éliminatoires |
| Saison     | Équipe                    | Ligue      | PJ  | B                | A                | Pts              | Pun              | PJ               | B | A                    | Pts                  | Pun                  |                      |                      |
| 1915-1916  | Midgets de Sudbury        | NOHA       |     |                  |                  |                  |                  |                  |   |                      |                      |                      |                      |                      |
| 1916-1917  | Harmonia de Montréal      | QAAA       | 9   | 16               | 0                | 16               | -                | -                | - | -                    | -                    | -                    |                      |                      |
| 1917-1918  | 65th Regiment de Montréal | MCHL       |     |                  |                  |                  |                  |                  |   |                      |                      |                      |                      |                      |
| 1917-1918  | Vickers de Montréal       | MCHL       |     |                  |                  |                  |                  |                  |   |                      |                      |                      |                      |                      |
| 1918-1919  | Vickers de Montréal       | MCHL       | 1   | 5                | 0                | 5                | -                | -                | - | -                    | -                    | -                    |                      |                      |
| 1918-1919  | Stars de Montréal         | MCHL       | 5   | 2                | 3                | 5                | 6                | -                | - | -                    | -                    | -                    |                      |                      |
| 1919-1920  | Wolves de Sudbury         | NOJHA      | 1   | 0                | 0                | 0                | 0                | -                | - | -                    | -                    | -                    |                      |                      |
| 1920-1921  | Wolves de Sudbury         | NOHA       | 9   | 10               | 2                | 12               | 0                | -                | - | -                    | -                    | -                    |                      |                      |
| 1921-1922  | Wolves de Sudbury         | NOHA       | 6   | 5                | 5                | 10               | 3                | -                | - | -                    | -                    | -                    |                      |                      |
| 1922-1923  | Wolves de Sudbury         | NOHA       | 7   | 6                | 4                | 10               | 22               | 2                | 1 | 0                    | 1                    | 2                    |                      |                      |
| 1923-1924  | Wolves de Sudbury         | NOHA       |     |                  |                  |                  |                  |                  |   |                      |                      |                      |                      |                      |
| 1924-1925  | Maroons de Montréal       | LNH        | 28  | 5                | 4                | 9                | 4                | -                | - | -                    | -                    | -                    |                      |                      |
| 1925-1926  | Maroons de Montréal       | LNH        | 33  | 2                | 1                | 3                | 8                | 8                | 0 | 0                    | 0                    | 0                    |                      |                      |
| 1926-1927  | Maroons de Montréal       | LNH        | 22  | 1                | 1                | 2                | 8                | 2                | 0 | 0                    | 0                    | 0                    |                      |                      |
| 1927-1928  | Pirates de Pittsburgh     | LNH        | 12  | 0                | 0                | 0                | 0                | -                | - | -                    | -                    | -                    |                      |                      |
| 1927-1928  | Americans de New York     | LNH        | 5   | 0                | 0                | 0                | 4                | -                | - | -                    | -                    | -                    |                      |                      |
| Totaux LNH | Totaux LNH                | Totaux LNH | 100 | 8                | 6                | 14               | 25               | 10               | 0 | 0                    | 0                    | 0                    |                      |                      |

## Transactions en carrière
- 20 octobre 1924 : signe un contrat comme agent libre avec les Maroons de Montréal.
- Novembre 1927 : signe un contrat comme agent libre avec les Pirates de Pittsburgh.
- 5 janvier 1928 : signe un contrat comme agent libre avec les Americans de New York.